# Basidiodendron farinaceum
Basidiodendron farinaceum är en svampart som först beskrevs av Donald Philip Rogers, och fick sitt nu gällande namn av P. Roberts 2001. Basidiodendron farinaceum ingår i släktet Basidiodendron, ordningen Auriculariales, klassen Agaricomycetes, divisionen basidiesvampar och riket svampar.   Inga underarter finns listade i Catalogue of Life.